# Campus de Guadalajara
El Campus  de Guadalajara es un campus universitario de la Universidad de Alcalá localizado en la ciudad española de Guadalajara, fundado en 1978. Oferta estudios de pregrado y posgrado en distintas ramas de conocimiento: ciencias de la salud, ingeniería, ciencias sociales y administración y dirección de empresas.

## Historia
El primer antecedente del Campus de Guadalajara es la Escuela de Magisterio de Guadalajara, fundada en 1841, de la que es heredera la actual Facultad de Educación. La Escuela de Ayudantes Técnicos Sanitarios Femeninos, fundada en 1968, sería el origen de la Sección de Enfermería de la Facultad de Medicina y Ciencias de la Salud. Estas escuelas dependían de la Universidad Complutense de Madrid hasta la creación de la Universidad de Alcalá en 1977, cuando pasan a formar parte de esta última universidad. Desde entonces se ampliaría la oferta académica con la creación de la Facultad de Ciencias Económicas y Empresariales en 1993 (que pasaría a llamarse Facultad de Ciencias de Económicas, Empresariales y Turismo en 1996) y la Facultad de Arquitectura en 1995.

## Organización

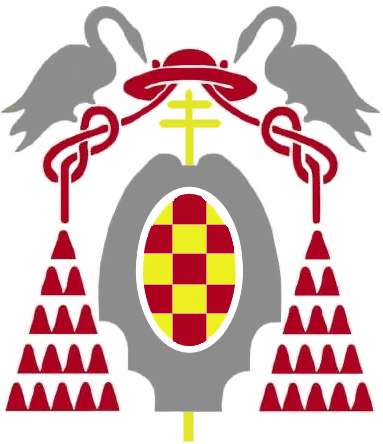
Escudo de la Universidad de Alcalá.

El Campus de Guadalajara se organiza en cuatro facultades: Arquitectura, Educación, Medicina y Ciencias de la Salud, y Ciencias Económicas, Empresariales y Turismo. El Hospital Universitario de Guadalajara es un centro colaborador para las prácticas de los estudiantes de medicina y enfermería.
La representación ordinaria del Rector ante las autoridades locales, provinciales y regionales de la Comunidad Autónoma de Castilla-La Mancha la realiza el Vicerrector del Campus de Guadalajara, que además coordina los diferentes centros y actividades, y suscribe convenios y pactos en nombre de la Universidad de Alcalá.

### Estudiantes
En el curso académico 2012-2013, el Campus de Guadalajara contaba con 2.720 estudiantes.

### Residencias universitarias
Tiene adscritas las siguientes:
- Residencia Universitaria Complejo Príncipe Don Felipe (Guadalajara)
- Residencia Universitaria Los Guzmán (Guadalajara)
- Residencia Universitaria Hospedería Porta Coeli y Casa del Doncel (Sigüenza)